# Sundby, Stockholm
Sundby är en stadsdel i Järva stadsdelsområde i Västerort inom Stockholms kommun. Området består främst av villor och räknas till "Gamla Spånga". Stadsdelen bildades 1953 i området som köpts in av Stockholms stad 1949 från Spånga.
Namnet Sundby är känt sedan 1312.

## Demografi
Den 31 december 2021 hade stadsdelen 2 547 invånare, varav 35,02 procent med utländsk bakgrund.